# Єзьоровиці (гміна Жарновець)
Єзьоровиці (пол. Jeziorowice) — село в Польщі, у гміні Жарновець Заверцянського повіту Сілезького воєводства.
Населення — 244 особи (2011).
У 1975-1998 роках село належало до Катовицького воєводства.

## Демографія
Демографічна структура станом на 31 березня 2011 року:
|          | Загалом | Допрацездатний вік | Працездатний вік | Постпрацездатний вік |
| -------- | ------- | ------------------ | ---------------- | -------------------- |
| Чоловіки | 118     | 29                 | 66               | 23                   |
| Жінки    | 126     | 36                 | 58               | 32                   |
| Разом    | 244     | 65                 | 124              | 55                   |